# Federico III di Sassonia-Gotha-Altenburg
Federico III di Sassonia-Gotha-Altenburg (Gotha, 14 aprile 1699 – Gotha, 10 marzo 1772) fu duca di Sassonia-Gotha-Altenburg.

## Biografia
Egli era il figlio maggiore del Duca Federico II di Sassonia-Gotha-Altenburg e di Maddalena Augusta di Anhalt-Zerbst, era detto il saggio perché era un personaggio proiettato verso il futuro.
Alla morte del padre, nel 1732, Federico III assunse il Ducato di Sassonia-Gotha-Altenburg.
Dal 1734 egli fu un valente soldato al soldo dell'Imperatore, del Principe di Waldeck e del Re di Prussia, che gli concesse la possibilità di raccogliere liberamente le tasse nel proprio ducato. Il ducato subì notevoli sofferenze a causa del coinvolgimenti di Federico nella Guerra dei Sette anni che lo portò ad una guerra col vicino Duca Antonio Ulrico di Sassonia-Meiningen (La "Guerra di Wasunger").
Dal 1748 al 1755 egli fu anche reggente del Ducato di Sassonia-Weimar-Eisenach in vece di Ernesto Augusto II Costantino. Dal 1750, fu reggente per Francesco Giosea di Sassonia-Coburgo-Saalfeld.

## Matrimonio ed eredi
A Gotha il 17 settembre 1729, Federico sposò la cugina Luisa Dorotea di Sassonia-Meiningen, figlia di Ernesto Luigi I di Sassonia-Meiningen. Dal matrimonio nacquero nove figli, di cui solo quattro raggiunsero l'età adulta:
- Federico Ludovico (1735-1756);
- Federica Luisa (1741-1776);
- Ernesto (1745-1804);
- August (1747-1806).

## Ascendenza
|                                           |                           |                                        | Genitori                                  |  |  | Nonni |  |  | Bisnonni                              |  |  | Trisnonni                   |  |
|                                           |                           |                                        |                                           |  |  |       |  |  | Ernesto I di Sassonia-Gotha-Altenburg |  |  | Giovanni di Sassonia-Weimar |  |
|                                           |                           |                                        |                                           |  |  |       |  |  | Ernesto I di Sassonia-Gotha-Altenburg |  |  | Giovanni di Sassonia-Weimar |  |
|                                           |                           | Dorotea Maria di Anhalt                |                                           |  |  |       |  |  | Ernesto I di Sassonia-Gotha-Altenburg |  |  |                             |  |
| Federico II di Sassonia-Gotha-Altenburg   |                           |                                        |                                           |  |  |       |  |  | Ernesto I di Sassonia-Gotha-Altenburg |  |  |                             |  |
|                                           |                           | Elisabetta Sofia di Sassonia-Altenburg | Giovanni Filippo di Sassonia-Altenburg    |  |  |       |  |  |                                       |  |  |                             |  |
|                                           |                           | Elisabetta Sofia di Sassonia-Altenburg | Giovanni Filippo di Sassonia-Altenburg    |  |  |       |  |  |                                       |  |  |                             |  |
|                                           |                           | Elisabetta Sofia di Sassonia-Altenburg | Elisabetta di Brunswick-Wolfenbüttel      |  |  |       |  |  |                                       |  |  |                             |  |
| Federico II di Sassonia-Gotha-Altenburg   |                           | Elisabetta Sofia di Sassonia-Altenburg |                                           |  |  |       |  |  |                                       |  |  |                             |  |
|                                           |                           | Augusto di Sassonia-Weissenfels        | Giovanni Giorgio I di Sassonia            |  |  |       |  |  |                                       |  |  |                             |  |
|                                           |                           | Augusto di Sassonia-Weissenfels        | Giovanni Giorgio I di Sassonia            |  |  |       |  |  |                                       |  |  |                             |  |
|                                           |                           | Augusto di Sassonia-Weissenfels        | Maddalena Sibilla di Hohenzollern         |  |  |       |  |  |                                       |  |  |                             |  |
| Maddalena Sibilla di Sassonia-Weissenfels |                           | Augusto di Sassonia-Weissenfels        |                                           |  |  |       |  |  |                                       |  |  |                             |  |
|                                           |                           | Anna Maria di Mecleburgo-Schwerin      | Adolfo Federico I di Meclemburgo-Schwerin |  |  |       |  |  |                                       |  |  |                             |  |
|                                           |                           | Anna Maria di Mecleburgo-Schwerin      | Adolfo Federico I di Meclemburgo-Schwerin |  |  |       |  |  |                                       |  |  |                             |  |
|                                           |                           | Anna Maria di Mecleburgo-Schwerin      | Anna Maria di Ostfriesland                |  |  |       |  |  |                                       |  |  |                             |  |
| Federico III di Sassonia-Gotha-Altenburg  |                           | Anna Maria di Mecleburgo-Schwerin      |                                           |  |  |       |  |  |                                       |  |  |                             |  |
|                                           | Giovanni di Anhalt-Zerbst | Rodolfo di Anhalt-Zerbst               |                                           |  |  |       |  |  |                                       |  |  |                             |  |
|                                           | Giovanni di Anhalt-Zerbst | Rodolfo di Anhalt-Zerbst               |                                           |  |  |       |  |  |                                       |  |  |                             |  |
|                                           | Giovanni di Anhalt-Zerbst | Magdalene di Oldenburg                 |                                           |  |  |       |  |  |                                       |  |  |                             |  |
| Carlo Guglielmo di Anhalt-Zerbst          | Giovanni di Anhalt-Zerbst |                                        |                                           |  |  |       |  |  |                                       |  |  |                             |  |
|                                           |                           | Sofia Augusta di Holstein-Gottorp      | Federico III di Holstein-Gottorp          |  |  |       |  |  |                                       |  |  |                             |  |
|                                           |                           | Sofia Augusta di Holstein-Gottorp      | Federico III di Holstein-Gottorp          |  |  |       |  |  |                                       |  |  |                             |  |
|                                           |                           | Sofia Augusta di Holstein-Gottorp      | Maria Elisabetta di Sassonia              |  |  |       |  |  |                                       |  |  |                             |  |
| Maddalena Augusta di Anhalt-Zerbst        |                           | Sofia Augusta di Holstein-Gottorp      |                                           |  |  |       |  |  |                                       |  |  |                             |  |
|                                           |                           | Augusto di Sassonia-Weissenfels        | Giovanni Giorgio I di Sassonia            |  |  |       |  |  |                                       |  |  |                             |  |
|                                           |                           | Augusto di Sassonia-Weissenfels        | Giovanni Giorgio I di Sassonia            |  |  |       |  |  |                                       |  |  |                             |  |
|                                           |                           | Augusto di Sassonia-Weissenfels        | Maddalena Sibilla di Hohenzollern         |  |  |       |  |  |                                       |  |  |                             |  |
| Sophia di Sassonia-Weissenfels            |                           | Augusto di Sassonia-Weissenfels        |                                           |  |  |       |  |  |                                       |  |  |                             |  |
|                                           |                           | Anna Maria di Mecleburgo-Schwerin      | Anna Maria di Mecleburgo-Schwerin         |  |  |       |  |  |                                       |  |  |                             |  |
|                                           |                           | Anna Maria di Mecleburgo-Schwerin      | Anna Maria di Mecleburgo-Schwerin         |  |  |       |  |  |                                       |  |  |                             |  |
|                                           |                           | Anna Maria di Mecleburgo-Schwerin      | Anna Maria di Ostfriesland                |  |  |       |  |  |                                       |  |  |                             |  |
|                                           |                           | Anna Maria di Mecleburgo-Schwerin      |                                           |  |  |       |  |  |                                       |  |  |                             |  |